# Lethrus serpentifer
Lethrus serpentifer is een keversoort uit de familie mesttorren (Geotrupidae). De wetenschappelijke naam van de soort werd in 1935 gepubliceerd door Semenov & Medvedev.